# Molare tribosfenico
La forma del molare a tre cuspidi, che è considerata una delle caratteristiche più importanti dei mammiferi, è detta tribosfenica, ed essa consente una maggiore efficienza nella masticazione degli alimenti, combinando una funzione di taglio e una funzione di triturazione.
Questa forma del molare ha due caratteristiche importanti: il trigonide, che è la parte anteriore della corona, costituita da tre cuspidi principali (protocono, paracono e metacono) disposte in una forma triangolare la cui funzione è masticare, e il talonide, che è la parte posteriore della corona, che presenta una depressione chiamata "bacino talonidale", in cui si inserisce il protocono del dente superiore corrispondente la cui funzione è masticare. 
E con l'eccezione del mammifero giurassico Shuotherium, il talonide è situato dietro il trigonide.
La forma tribosfenica compare in tutte le specie di mammiferi, con l'eccezione dei monotremi, dove sembra che si sia sviluppata indipendentemente piuttosto che da un antenato comune con i marsupiali e i placentati.